# Mörby, Ekerö kommun
Mörby är en bebyggelse i Ekerö kommun, Stockholms län belägen på sydöstra Färingsö i Skå socken. I samband med tätortsavgränsningen 2015 kom småorten att inkluderas i tätorten Tureholm efter att före dess klassats som en separat småort. Vid avgränsningen 2023 kom den åter avgränsas som en separat småort.
Mörby bys utveckling kan beläggas från mitten av 1400-talet.